# アントニーン・クラフト
アントニーン・クラフト（Antonín Kraft 1749年12月30日 - 1820年8月28日）は、チェコのチェリスト、作曲家。ハイドン、モーツァルト、ベートーヴェンの親しい友人だった。

## 生涯
ボヘミアのロキツァニーでチェコに同化したドイツ系ボヘミア人の家系に生まれた。チェロを用いて父から幼少期の音楽教育を受けたあと、法律を学ぶためにウィーンの大学へ通うようになった。まもなく宮廷礼拝堂の職を得る。1778年にはニコラウス・ヨーゼフ・エステルハージの管弦楽団にチェリストとして任用され、そこでハイドンと出会って作曲の指導を受けた。1783年にはハイドンはチェロ協奏曲第2番（Hob. VIIb/2, 作品101）をクラフトのために作曲している。1790年にエステルハージがこの世を去り、後継ぎとなったアントン・エステルハージは宮廷管弦楽団の大半を解雇した。そこでウィーンに赴いたクラフトはシュパンツィヒ四重奏団の創立メンバーとなり、弦楽四重奏の演奏の基礎を確立することに貢献した。グラサルコビッチ宮殿でも演奏し、1796年にはロプコヴィッツ侯爵の管弦楽団に採用された。1820年8月28日にウィーンで没した。
クラフトは当時最高峰のチェリストと看做されており、ハイドンのチェロ協奏曲第2番とベートーヴェンの三重協奏曲のチェロパートはいずれもクラフトのために書かれたものだった。しかし、後者の初演に関しては彼の息子であるニコラウス・クラフトが行ったとされることもある。
作曲家としてはチェロソナタ（チェロと低音のための6作品が作品番号1と2として出版されている）、チェロ協奏曲（作品4）を作曲した。また、ヴァイオリンとチェロ（作品3）、チェロとコントラバス、2台のチェロのため（作品5と6）など、様々な二重奏曲を遺している。

## 主要作品
- 作品1: 3つのチェロソナタ ハ長調、ト長調、ニ長調
- 作品2: 3つのチェロソナタ 変ロ長調、ト長調、ハ長調
- 作品3: ヴァイオリンとチェロのための3つの大二重奏曲
- 作品4: チェロ協奏曲 ハ長調
- 作品5: チェロ二重奏曲 ト短調
- 作品6: チェロ二重奏曲 ニ長調
- 作品7: モーツァルトの『魔笛』の主題（タミナとパパゲーノの二重唱）によるチェロ二重奏曲
- チェロとギターのための二重奏曲
- チェロ協奏曲 ハ長調 『"Seydel's Concerto"』